# Metacolina
El cloruro de metacolina, es un agonista colinérgico sintético no-selectivo del tipo éster de colina que actúa uniéndose y activando receptores muscarínicos de la acetilcolina como parte del sistema nervioso parasimpático. Por su poca selectividad, es altamente activador de todos los receptores muscarínico y tiene un efecto muy limitado sobre los receptores nicotínicos. 

## Farmacocinética
La metacolina es una amina cuaternaria que tiene una estructura cargada, por lo que es insoluble a través de la membrana celular y no es capaz de atravesar la barrera hematoencefálica. Así mismo, la metacolina, en virtud de su insolubilidad, tiene una absorción pobre a nivel del tracto gastrointestinal. Es metabolizado lentamente una vez dentro del cuerpo por razón de su característica resistencia a la acción de la enzima acetilcolinesterasa, es decir, es hidrolizado a una velocidad considerablemente menor que lo es la acetilcolina de modo que sus acciones en el cuerpo son más prolongadas y es casi por completo resistente a la hidrólisis por esterasas de colina o butirilcolinesterasas inespecíficas.

## Usos
La metacolina es un agente broncoconstrictor y produce miosis. El principal uso clínico de la metacolina es en el diagnóstico de la hiperactividad bronquial característica en pacientes con asma, especialmente individuos adultos, más que en niños. El examen lleva el nombre del medicamento: Test de Provocación con Metacolina y es indicado cuando otros exámenes de función pulmonar, como la espirometría no sugieren un diagnóstico definitivo. Cualquier otro uso terapéutico es limitado por razón de sus efectos adversos cardíacos, tales como bradicardia e hipotensión, los cuales son duplicados en virtud de su función de agonista colinérgico.

## Contraindicaciones
El uso de la metacolina, así como el de los demás agonistas muscarínicos, está contraindicado en pacientes con insuficiencia coronaria, úlceras pépticas e incontinencia urinaria. La acción parasimpaticomimética de este fármaco exacerbará los síntomas de estos trastornos.
Los medicamentos colinérgicos tienden a interferir con el examen de laboratorio que mide la enzima lipasa.